# Луцкий завод синтетических кож
Луцкий завод синтетических кож (укр. Луцький завод синтетичних шкір) — промышленное предприятие в городе Луцк Волынской области.
Первое предприятие в СССР, освоившее опытно-промышленное производство синтетических кож на иглопробивной волокнистой основе с пропиткой, нанесением лицевого слоя и обработкой растворами полиэфируретанов в диметилформамиде.

## История

### 1968 - 1991
Строительство предприятия (изначально имевшего наименование Луцкий завод синтетических кож и обувных картонов) началось в 1968 году в соответствии с восьмым пятилетним планом развития народного хозяйства СССР, в 1973 году была введена в строй первая очередь завода.
В 1975 году специалистами предприятия была усовершенствована технология производства картона для обувных стелек.
В 1976 году была введена в эксплуатацию вторая очередь завода.
В начале 1980х годов на предприятии началось внедрение автоматизированной системы управления технологическими процессами.
По состоянию на начало 1981 года завод выпускал синтетическую кожу для верха обуви, формованные задники и обувной картон, при этом синтез необходимых для производства искусственной кожи полиуретанов производился на предприятии.
В августе 1982 года было принято решение о увеличении производства заводом товаров народного потребления, в соответствии с которым весной 1986 года было утверждено решение о расширении предприятия. Модернизация производственных мощностей была выполнена в 1987 - 1990 годы.
В советское время завод работал в производственной кооперации с Луцкой обувной фабрикой и входил в число основных промышленных предприятий города.

### После 1991
В мае 1995 года Кабинет министров Украины утвердил решение о приватизации завода в течение 1995 года, в дальнейшем государственное предприятие было преобразовано в общество с ограниченной ответственностью.
В начале 2000х годов часть неиспользуемых производственных площадей завода была передана под сооружение мини-НПЗ проектной мощностью 5 тыс. тонн нефтепродуктов в год. Во втором полугодии 2002 года украинско-польская компания «НафтаПол» начала монтаж крекинг-установки по утилизации отработанных машинных масел и установки ректификации бензина (комплект технологического оборудования немецкого производства был изготовлен компанией «VEB Mashinen- und Apparatbau Grimma»). Вступление Украины в ВТО в мае 2008 года (с последовавшим переходом на систему стандартизации топлива в соответствии с законодательством Евросоюза) и начавшийся в 2008 году экономический кризис осложнили реализацию проекта. Польский партнер проекта «Naftopol S.A.» вышел из совместного предприятия, а его украинские учредители начали поиск недостающих 4,5 млн. гривен инвестиций, необходимых для запуска мини-НПЗ. Последовавшая 23 декабря 2009 года отмена Государственным комитетом Украины по вопросам технического регулирования и потребительской политики технических условий на компоненты бензинов КБ-92 и КБ-95 в значительной степени уменьшила рентабельность переработки нефти и газового конденсата на мини-НПЗ и к началу 2010 года этот проект был остановлен.
По состоянию на начало 2011 года завод входил в число крупнейших действующих предприятий города.